# Sokolska mogila u Maksimiru
Sokolska mogila u park-šumi Maksimir je spomen-humak, izgrađen 1925. Te se godine diljem Hrvatske obilježavala tisućugodišnjica Hrvatskog Kraljevstva, a ova je mogila jedan od objekata podignutih tim povodom. Prema vrhu mogile vode uske stepenice. Na vrhu je kameni spomenik s kipom sokola raširenih krila. Oko humka je uska zavojita stazica do vrha.

## Projektiranje i gradnja
U Zagrebu se od 14. do 16. kolovoza 1925. godine održavao III. hrvatski svesokolski slet, jedna od brojnih manifestacija održanih povodom obilježavanja tisućugodišnjice Hrvatskog kraljevstva. Hrvatski sokolski savez je u spomen na taj događaj odlučio podignuti ovaj spomenik, koji je projektirao Aleksandar Freudenreich. Na mjestu gdje je danas mogila, do njezine izgradnje je bio paviljon Kišobran.
Za gradnju mogile, donesena je zemlja sa 155 mjesta iz raznih hrvatskih krajeva važnih po nekom povijesnom ili kulturnom događaju, te spomenice s opisom mjesta i povijesnog događaja koji se zbio na mjestu s kojeg je uzeta zemlja za Mogilu. Dana 15. kolovoza 1925. godine, predstavnici sokolskih društava su vreće sa zemljom istresli na humak uz fanfare i pjesme budnice. Posljednju je vrećicu istresao gvardijan iz Knina uz riječi:
U temelje su postavljeni i brojni predmeti iz hrvatske kulturne baštine (knjige, novine, časopisi). Oko humka je posađeno 10 lipa koje simboliziraju deset stoljeća hrvatske državnosti. Mogila je dovršena 1926. godine.

## Postavljanje skulpture sokola
Prvotno je bilo planirano da se na vrh postavi kamen s brončanim kipom sokola skupljenih krila, rad kipara Ive Kerdića. No, sokol je razbijen u kiparevom ateljeu i kameno postolje je ostalo prazno. Na poticaj Družbe »Braća hrvatskog zmaja«, 1994. godine kreće obnova mogile, pri čemu je u humak dodana gruda hrvatske zemlje koju je poljupcem blagoslovio Ivan Pavao II. 10. rujna 1994. godine u zagrebačkoj zračnoj luci. Dana 28. svibnja 1995., Ministarstvo obrane Republike Hrvatske povodom dana oružanih snaga postavlja skulpturu sokola. Skulpturu je osmislio i izradio u glini akademski kipar pater Marijan Gajšak. Zbog smrti Marijana Gajšaka prije dovršetka djela, skulpturu sokola je dovršio akademski kipar Mladen Mikulin.

## Zaštita
Sokolska mogila u Maksimiru je zaštićeno kulturno dobro.

## Galerija
- Bliži pogled na skulpturu sokola; na štitu su vidljivi potpisi ljevaonice umjetnina Ujević te Mikulina i Gajšaka
- Natpis na zapadnoj strani skulpture
- Natpis na sjevernoj strani skulpture
- Natpis na istočnoj strani skulpture

## Vanjske poveznice
|  | Zajednički poslužitelj ima još gradiva o temi Sokolska mogila u Maksimitu |